# Lempdes

Lempdes este o comună în departamentul Puy-de-Dôme, Franța. În 1 ianuarie 2022 avea o populație de 8.646 de locuitori.